# Thyene leighi
Thyene leighi is een spinnensoort in de taxonomische indeling van de springspinnen (Salticidae).
Het dier behoort tot het geslacht Thyene. De wetenschappelijke naam van de soort werd voor het eerst geldig gepubliceerd in 1903 door Peckham & Peckham.

## Voorkomen
De soort komt voor in Zimbabwe en Zuid-Afrika.